# نیروی دریایی سلطنتی کانادا
نیروی دریایی سلطنتی کانادا (به انگلیسی: Royal Canadian Navy) یا به اختصار RCN شاخه‌ای از نیروهایی مسلح کانادا است و نیروی دریایی این کشور محسوب می‌شود و زیرمجموعهٔ نیروهای مسلح کاناداست. نیروی دریایی کانادا بسیار کوچک است و ۸۵۰۰ نفر پرسنل کادر، ۵۱۰۰ نفر ذخیره و ۵۳۰۰ نفر شهروند داوطلب آماده دفاع از کشور دارد. نیروی دریایی کانادا در سال ۱۹۱۰ میلادی بنیان گذاشته شد.